# 梅利利亚博物馆
梅利利亚博物馆（西班牙語：Museo de Melilla）是西班牙梅利利亚市的一座博物馆，位于梅利利亚老城区“佩纽埃拉仓库”（Almacén de las Peñuelas）内。

## 历史
在20世纪初，拉斐尔·费尔南德斯·德·卡斯特罗（Rafael Fernández de Castro）开始收集来自圣洛伦佐山挖掘的文物和材料，这些文物保存在位于萨拉马之家（Casa Salama）并且是仲裁委员会（Junta de Arbitrios）所在地的地方，尽管这些并未被正式认定为博物馆，因为没有进行分类或对外展示。
几年后，博物馆设立在赫尔南德斯公园（Parque Hernández）的音乐亭地下室，并对外开放。然而，由于位置不合适，1950年代，博物馆被迁移到高处的科恩巴尔城堡（Baluarte de la Concepción Alta）。这里设立了一个历史博物馆，分为考古学和文献两个部分，并且还收藏有军事文物和纹章。
博物馆一直设在那里，直到1987年才搬到贝拉塔塔（Torre de la Vela），然后又搬到皮纽埃拉仓库（Almacenes de las Peñuelas），自2011年起一直设在该地，直到2018年9月11日，该博物馆增设了一个专门展示吉普赛人文化的展区。

## 部分

### 塞法迪人、柏柏尔人和吉普赛人文化民族志博物馆

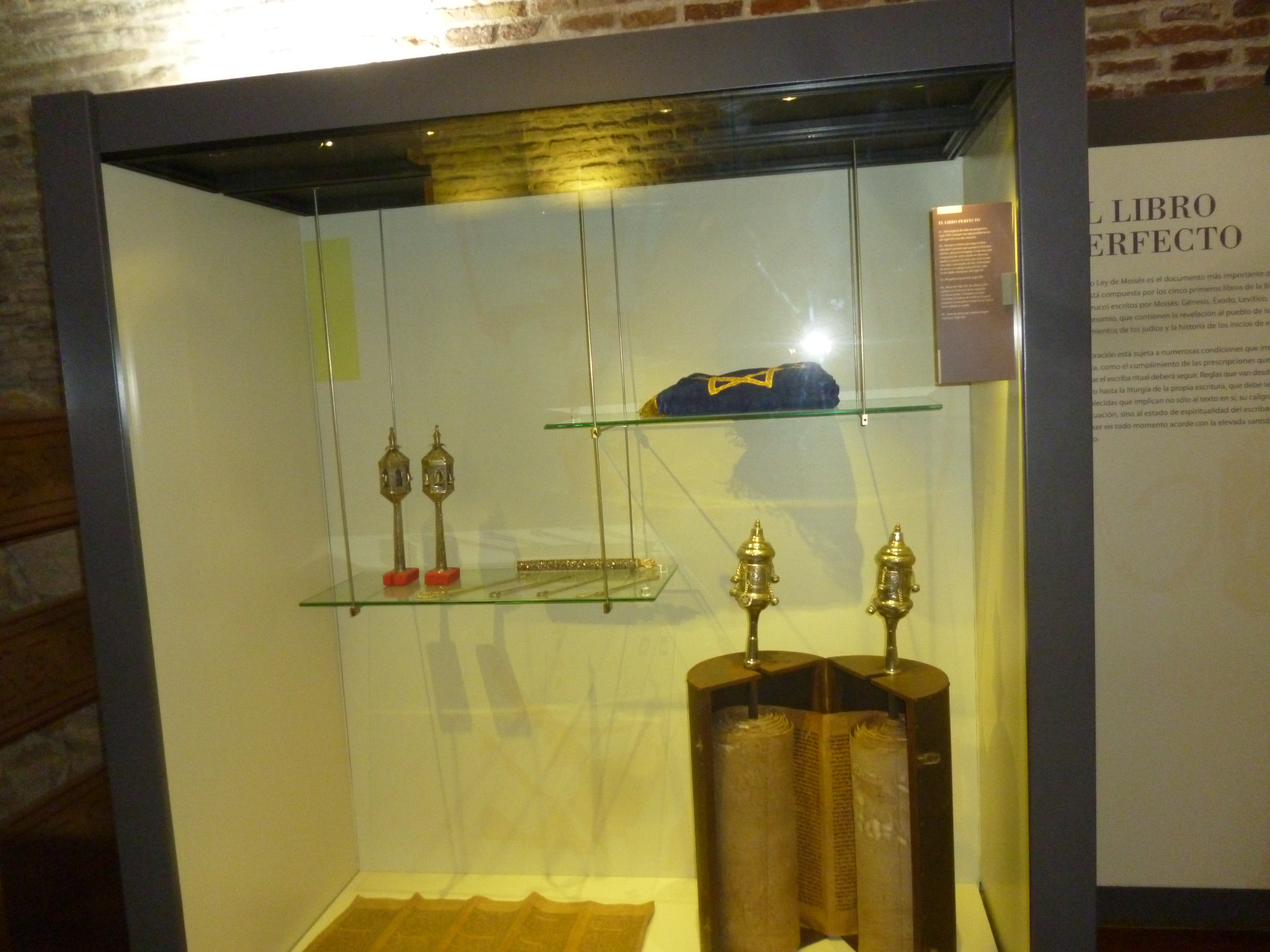
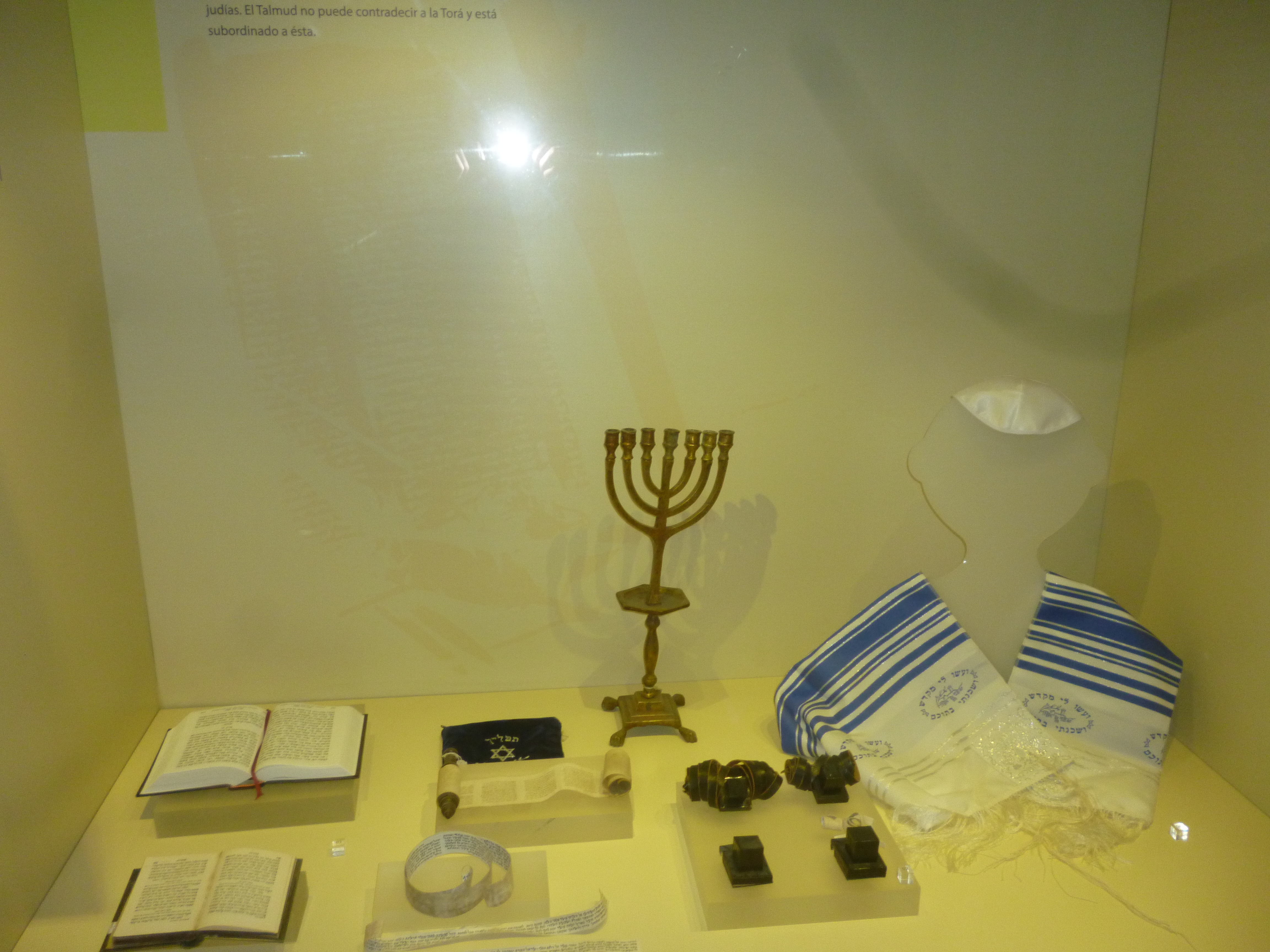
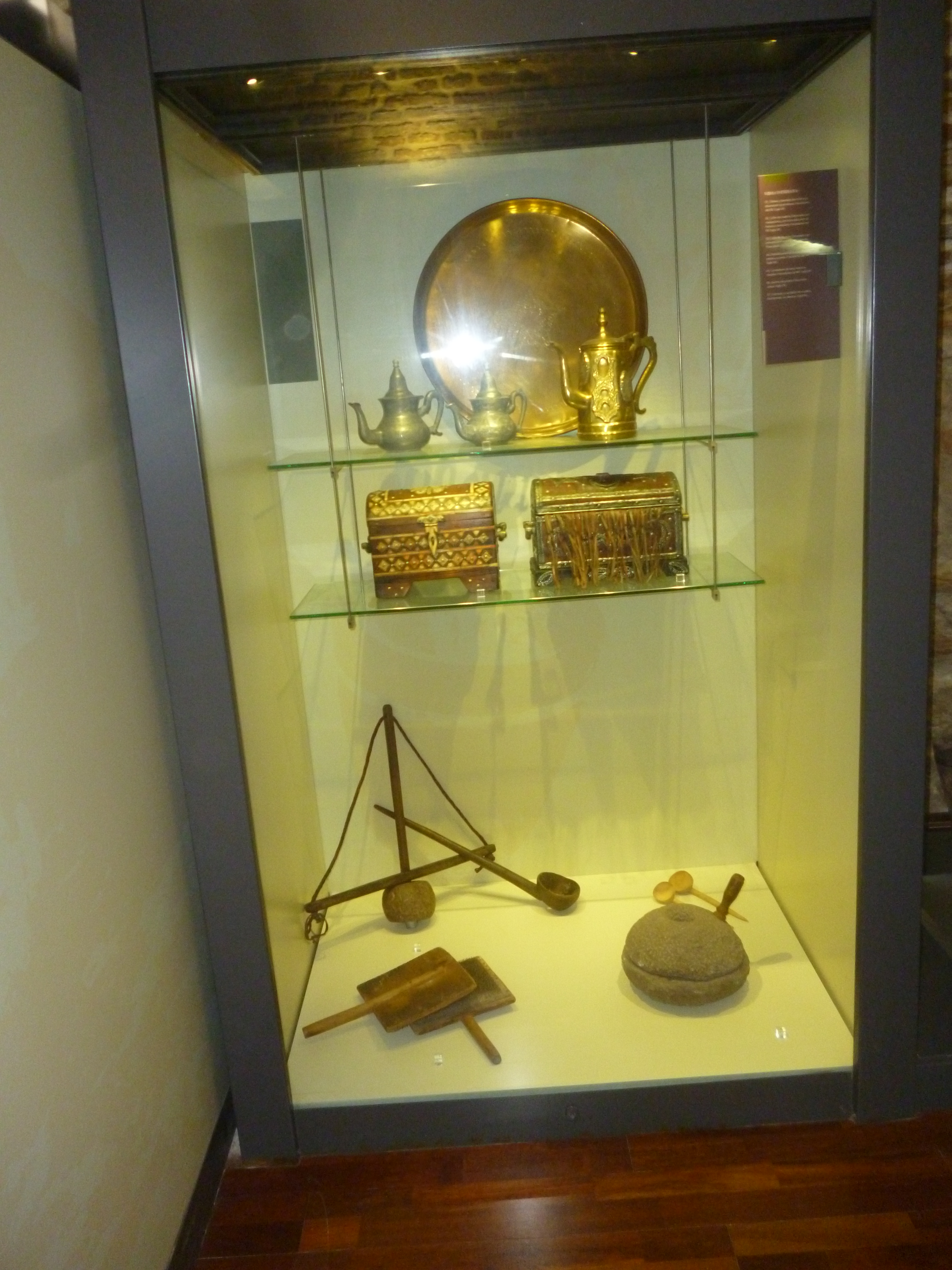
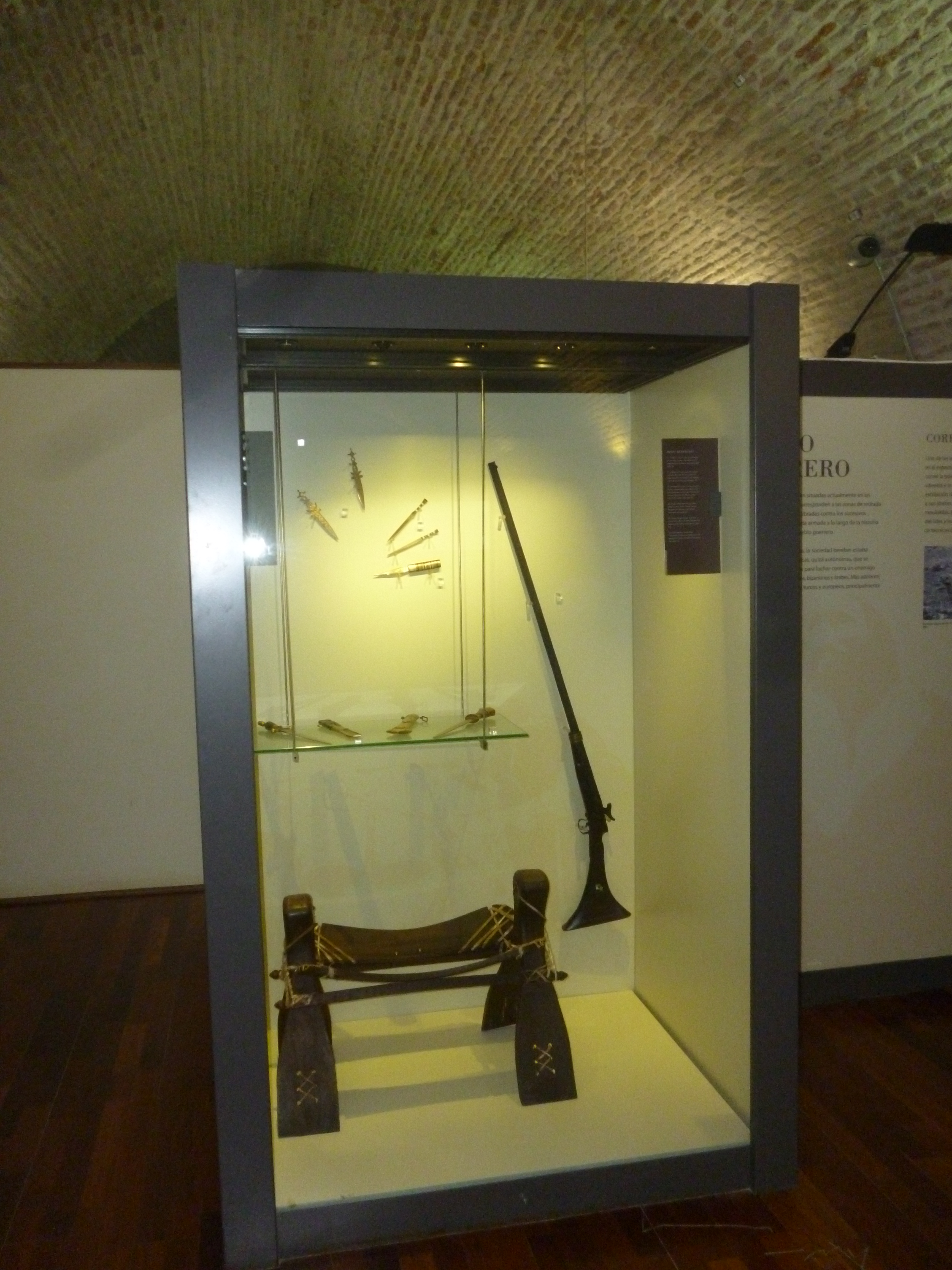
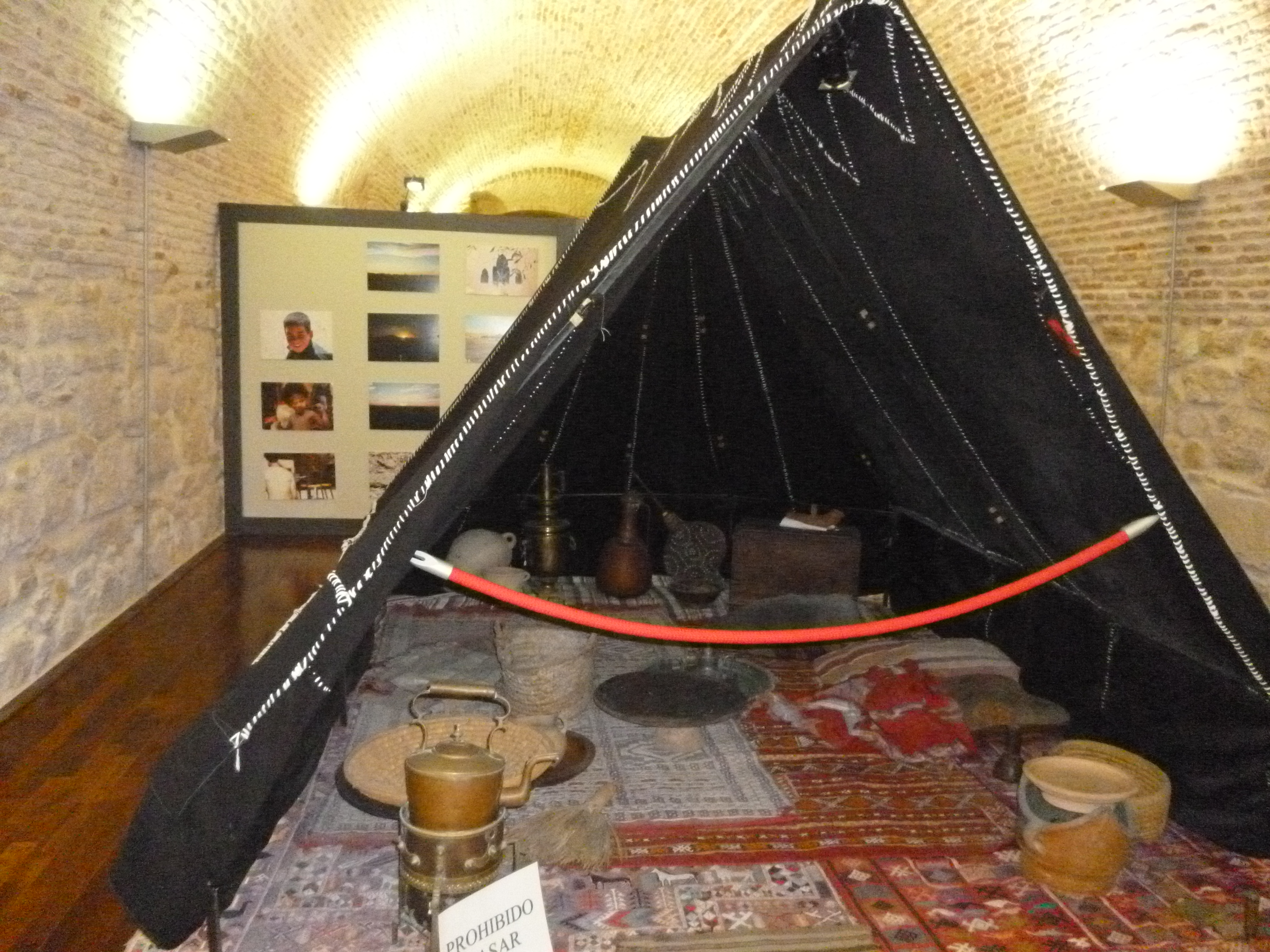
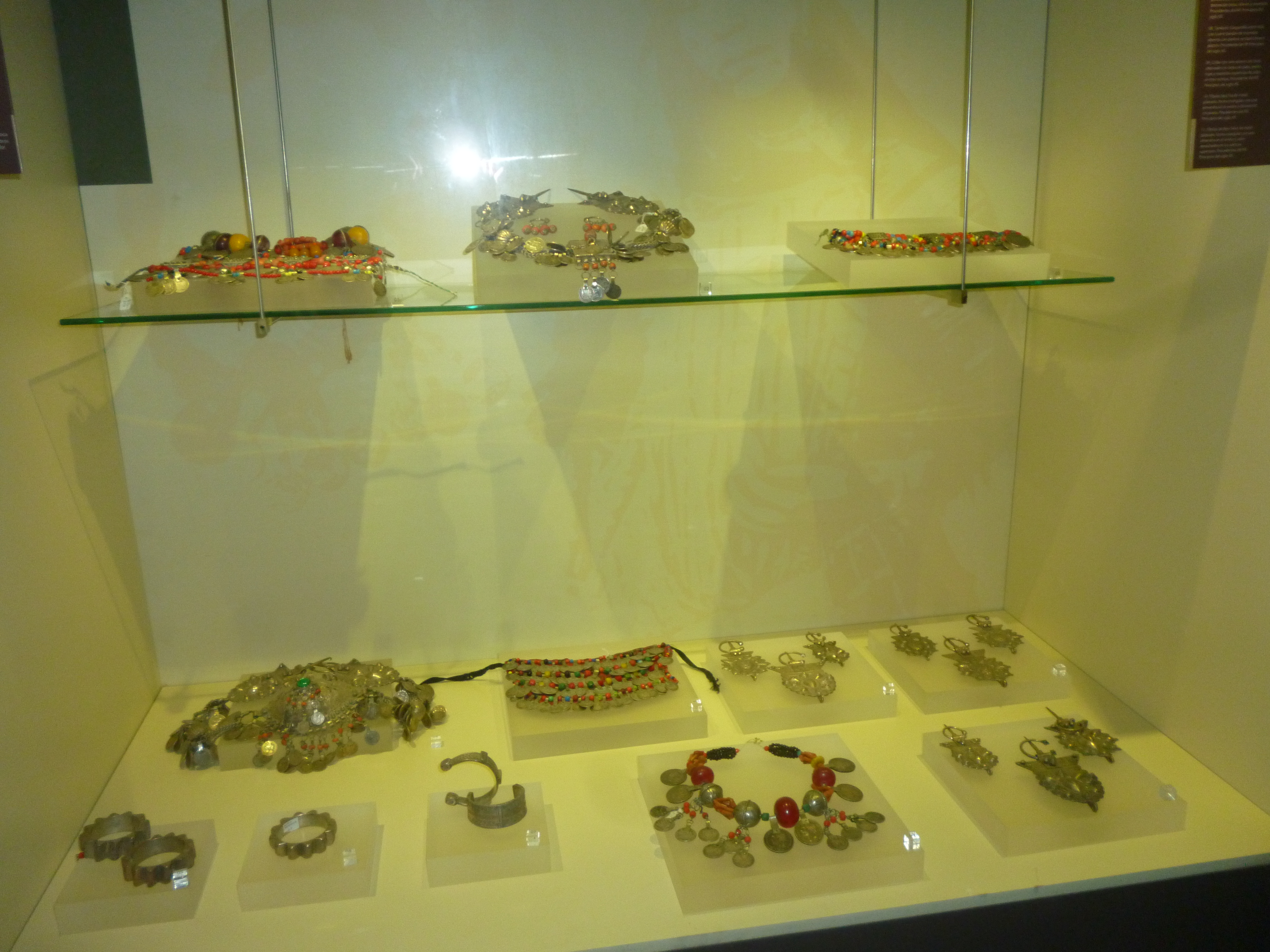
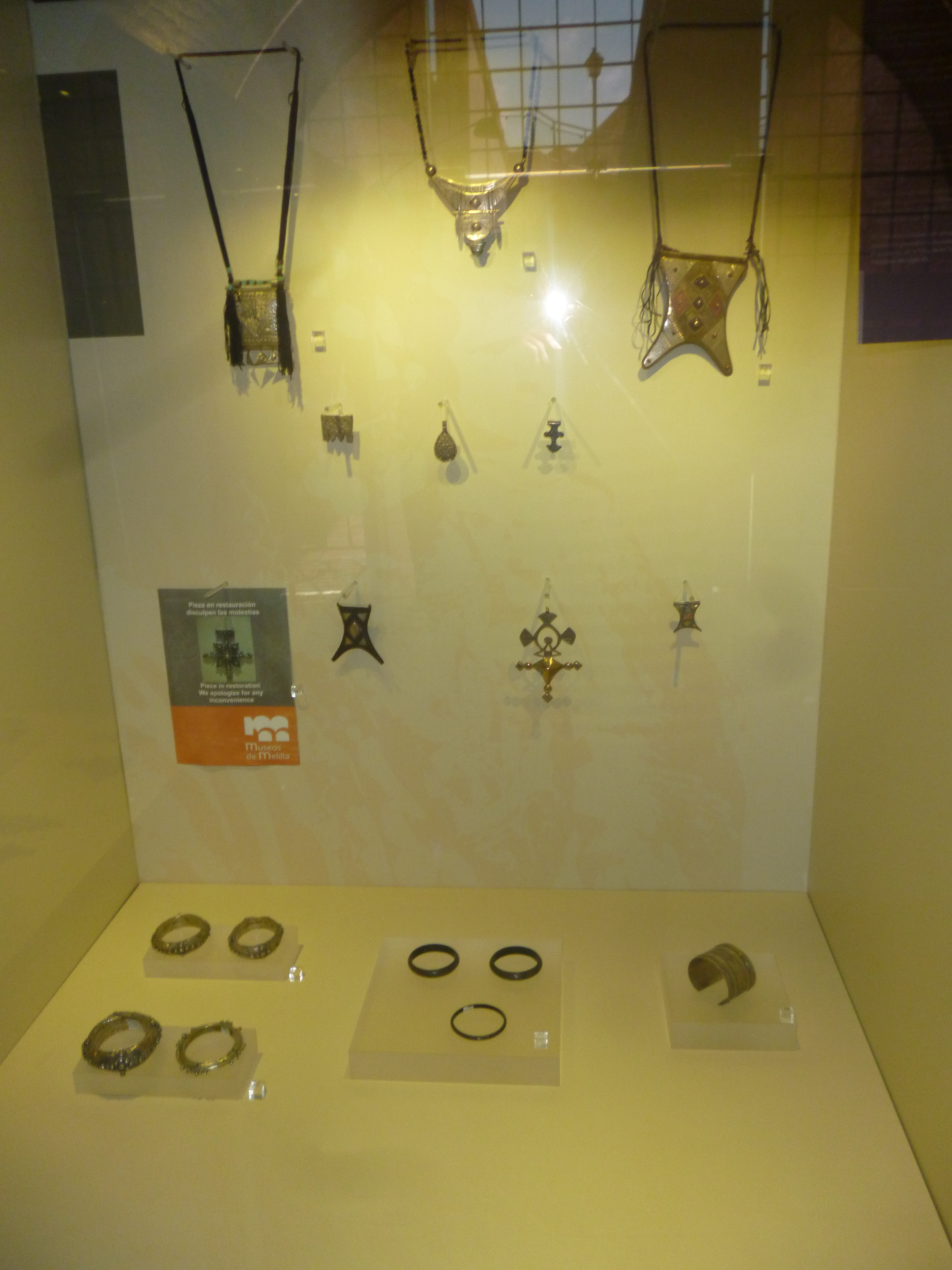
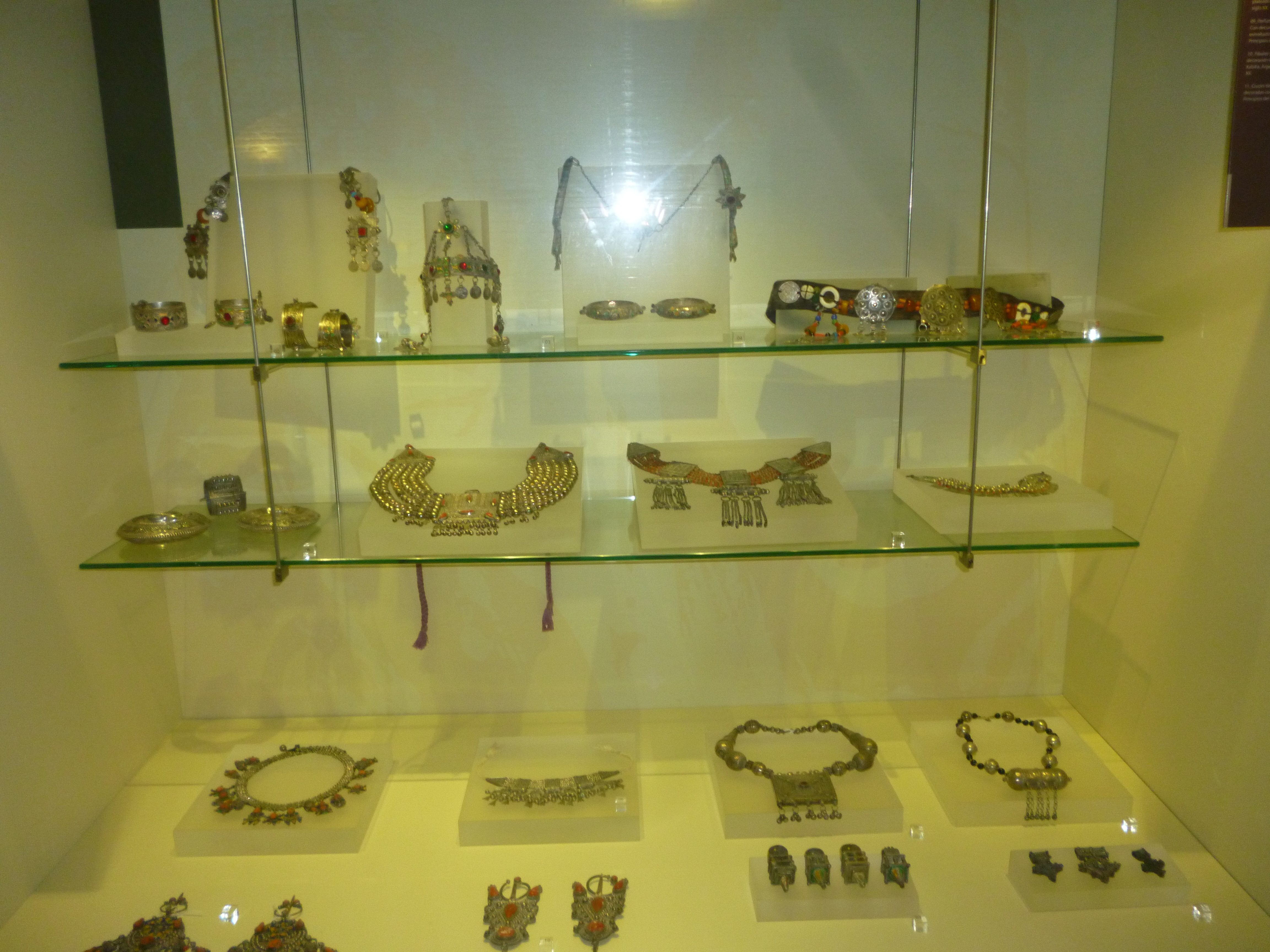
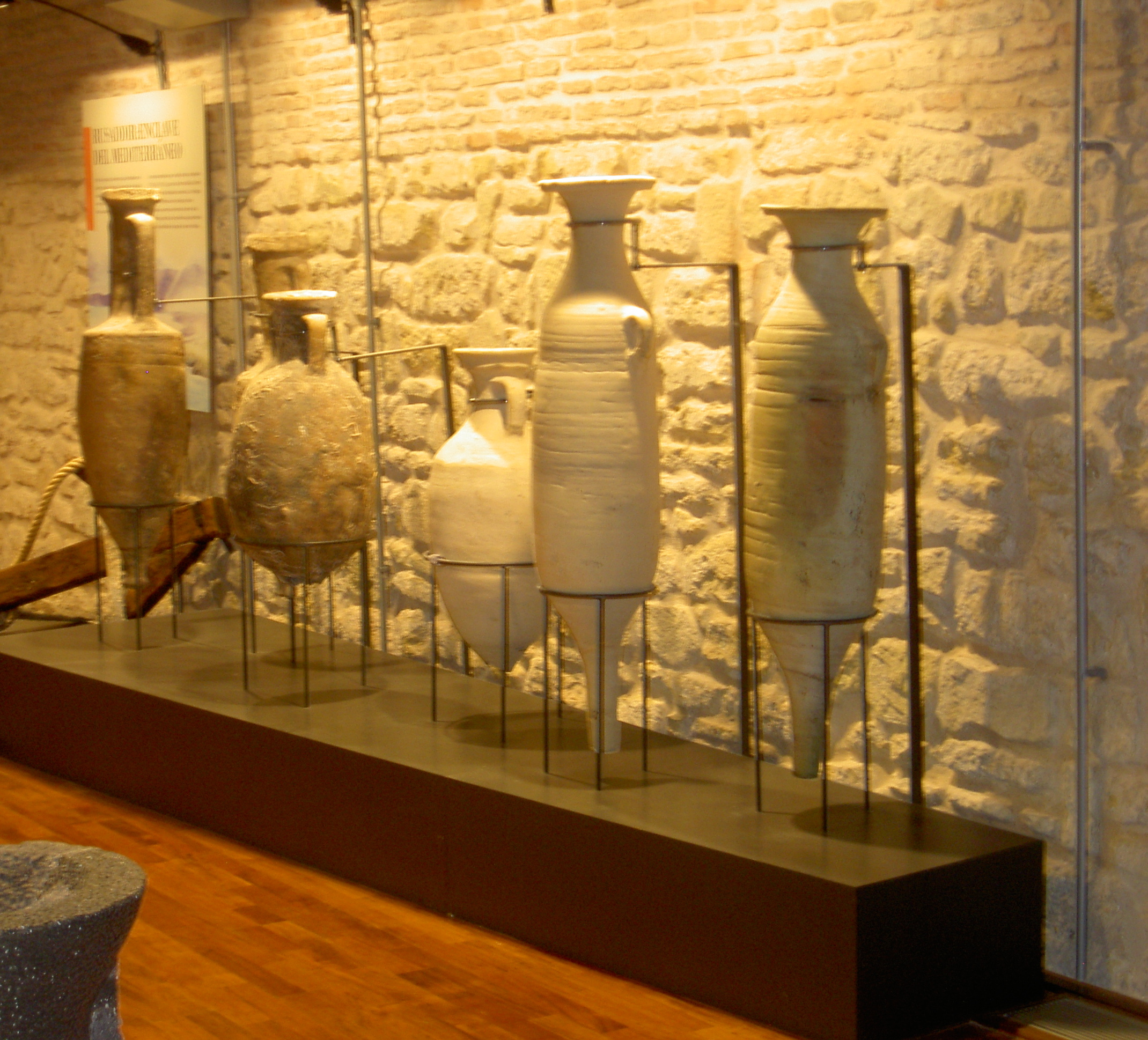

它位于博物馆的底层，突出展示了奥尔·扎鲁阿（Sinagoga Or Zaruah）犹太教堂的重建以及贝尔伯珠宝收藏。

### 考古历史博物馆

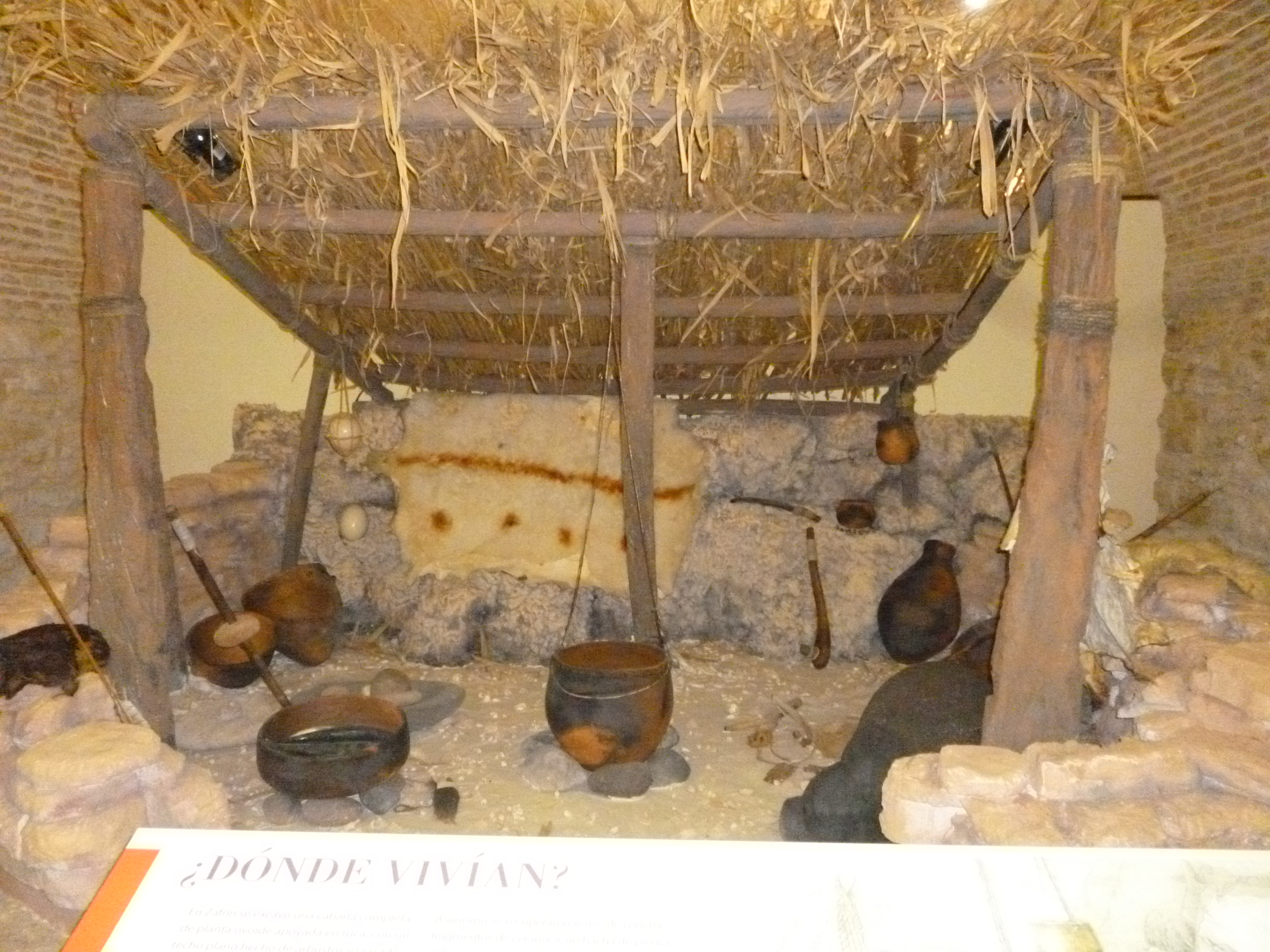
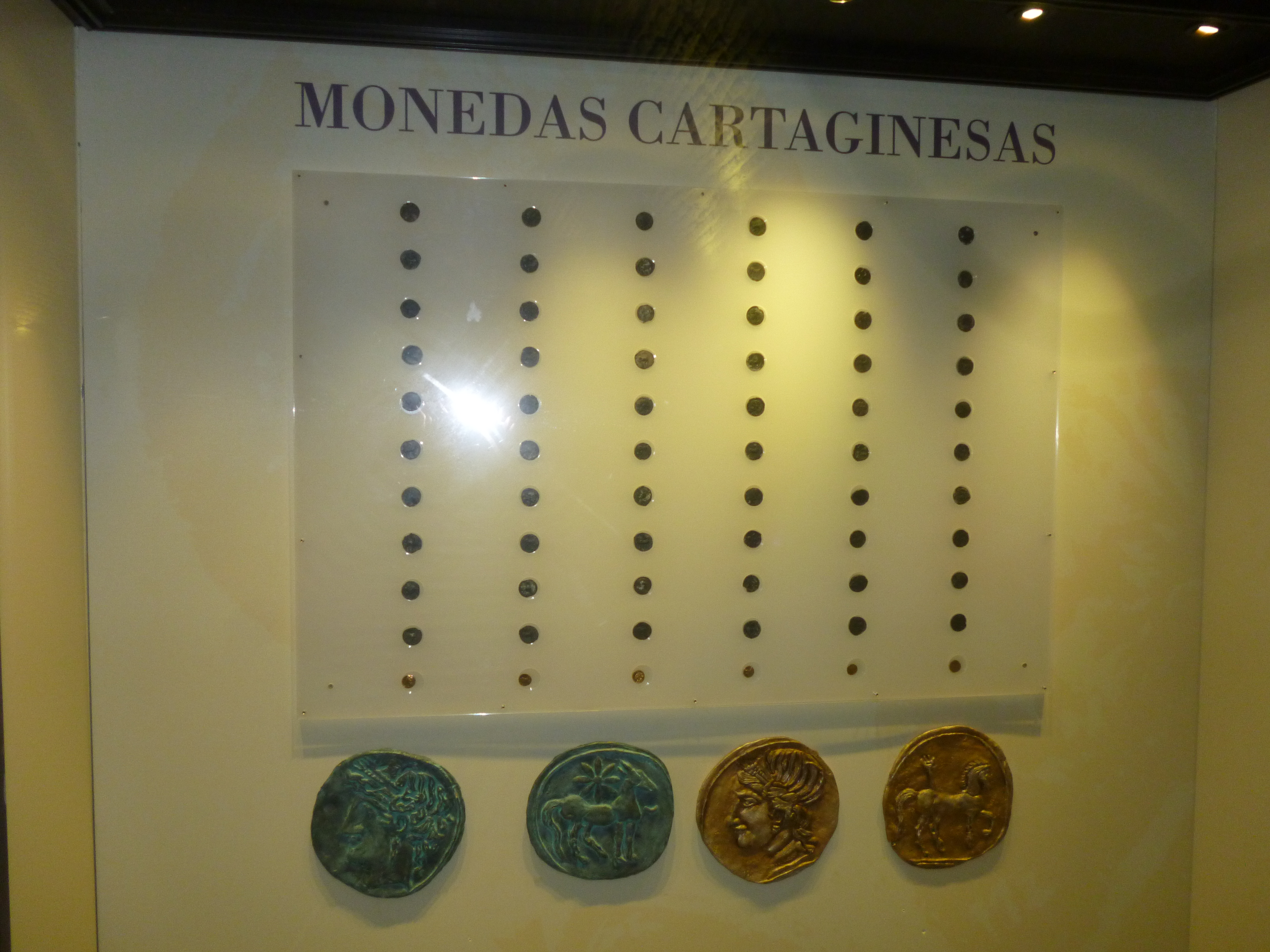

它位于上层，展出了萨夫林的陶器、迦太基硬币、穆尔墓葬的重建、穆斯林的宝藏、一座巨型的梅利利亚老城区模型（复制自莱昂·吉尔·德·帕拉西奥斯的模型）、阿方索十三世和共和国的半身像，以及众多的地图。